# 527国道
527国道（或“国道527线”、“G527线”），全称为象山-义乌公路，简称象义线，是中华人民共和国规划的一条国道，起点为浙江宁波象山，原终点为浙江金华义乌，途径宁海、奉化、新昌、嵊州、东阳。
527国道是原 310省道嵊义线部分和 311省道象西线部分(象山到新昌西山)将合并升级为G527（象山至义乌公路），全长约135公里。
2022年国家公路网规划中，G527延伸至兰溪。